# Agustí Saperes i Fàbregas
Agustí Saperes o Saperas i Fàbregas, més conegut com "El Caragol" (Valls 23 de febrer de 1793 - ?)guerriller i militar absolutista espanyol de la primera meitat del segle xix.
Era fill de Marc Saperas teixidor i Maria Fàbregas naturals de Valls. Soldat de Marina, quan el Trienni Constitucional va desertar, va organitzar i va comandar una partida de Voluntaris Realistes que va actuar principalment contra els liberals a la comarca de Montserrat i els Cingles de Bertí. Amb el precedent de la revolta de G. Bessières a l'agost de 1825, i insatisfet amb el reglament de 1826 per als cossos de Voluntaris Realistes, poc favorable a les seves aspiracions, el 25 d'agost de 1827 es va pronunciar amb un Manifest que proclamava la Guerra dels Malcontents, demanant la tornada de la Inquisició entre d'altres mesures. En aquesta data va establir, al costat de Josep Busoms (Jep dels Estanys) i uns altres, la "Junta Suprema Provisional de Govern del Principat de Catalunya" a Manresa. Va dominar una gran part de la Catalunya interior: ràpidament van ser ocupats Vic, Cervera, Valls, Reus, Talarn i Puigcerdà, i van romandre assetjades Cardona, Hostalric, Girona i Tarragona. Simultàniament es van agregar grups d'Aragó, el País Basc, Còrdova i el Maestrat. El govern va actuar amb rapidesa i decisió. El 14 de setembre el marquès de Camp Sagrat era substituït en la capitania general de Catalunya pel Comte d'Espanya, ara nomenat cap de l'exèrcit expedicionari, i el 18 Ferran VII d'Espanya va anunciar el seu viatge a Catalunya; el 23 el Comte d'Espanya estava ja a Tortosa amb les seves tropes i el 28 el monarca i el comte van entrar a Tarragona. La presència del rei, l'indult concedit i el paper de la jerarquia eclesiàstica van facilitar la campanya i Manresa es va rendir sense lluita el 8 d'octubre, i a continuació Cervera, Vic i Olot. Quan tothom esperava un tracte benigne amb els implicats, Ferran VII d'Espanya va rebutjar qualsevol petició de gràcia; nou dels principals insurrectes van ser afusellats a Tarragona, mentre que uns tres-cents van ser deportats a Ceuta.